# Hospital Foch
Hospital Foch és un hospital docent celebrat al Suresnes. Part de l'Établissement de santé privé d'intérêt collectif i hospital docent de la Universitat de Versalles Saint-Quentin-en-Yvelines, és un dels hospitals més grans d'Europa. Va ser creat el 1929.

## Famosos metges
- Irène Frachon (1963-), metgessa pneumòloga francesa